# Milhac-d'Auberoche
Pour les articles homonymes, voir Milhac (homonymie).
Milhac-d'Auberoche [mijak dobʁɔʃ] est une ancienne commune française située dans le département de la Dordogne, en région Nouvelle-Aquitaine.
Au 1er janvier 2017, elle fusionne avec Bassillac, Blis-et-Born, Le Change, Eyliac et Saint-Antoine-d'Auberoche pour former la commune nouvelle de Bassillac et Auberoche.

## Géographie

### Généralités

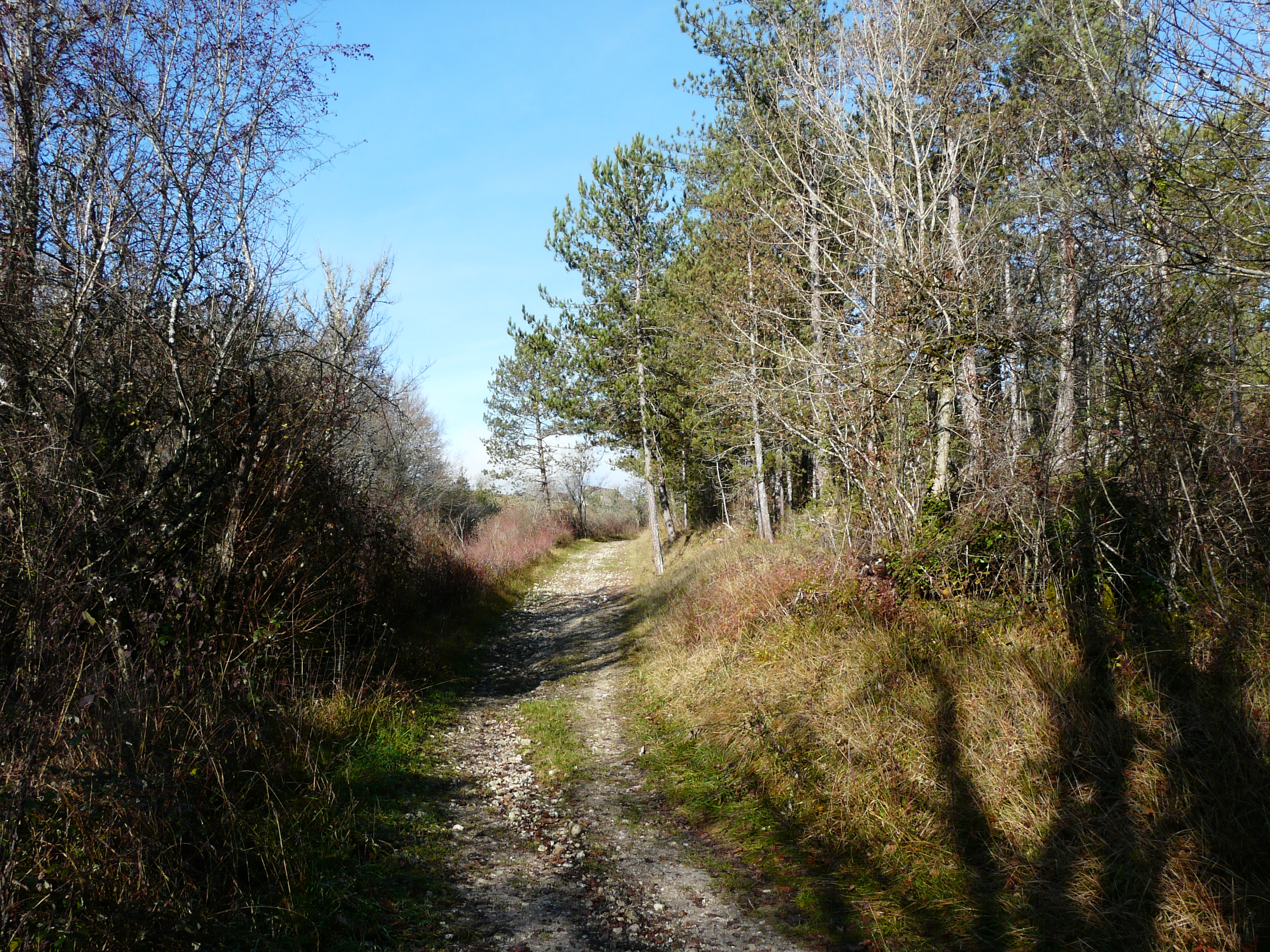
Le sentier de grande randonnée GR 36 à Milhac-d'Auberoche.

Incluse dans l'aire d'attraction de Périgueux, la commune déléguée de Milhac-d'Auberoche fait partie de la commune nouvelle de Bassillac et Auberoche. Elle s'étend sur 17,50 km2. Située à la limite du Périgord noir et du Périgord central, elle est traversée d'est en ouest sur environ un kilomètre et demi par le Manoire, un affluent de l'Isle.
L'altitude minimale, 155 mètres, se trouve au nord-ouest, là où le Manoire quitte la commune et entre sur celle de Saint-Crépin-d'Auberoche. L'altitude maximale avec 252 ou 253 mètres, est localisée au sud-est du lieu-dit Lavignac. Sur le plan géologique, le territoire communal se compose de calcaires du Crétacé au nord et de sables, argiles ou graviers tertiaires au sud.
La commune est desservie par la route départementale 6089 (l'ancienne route nationale 89), et l'était par la gare de Milhac-d'Auberoche sur la ligne ferroviaire Périgueux -  Brive.
Sur les hauteurs calcaires en rive droite du Manoire et à l'écart des routes principales, le bourg de Milhac-d'Auberoche se situe, en distances orthodromiques, treize kilomètres à l'ouest-sud-ouest de Thenon et dix-sept kilomètres au sud-est de Périgueux.
Le sentier de grande randonnée GR 36 parcourt le territoire communal du nord-ouest au sud sur environ dix kilomètres.

### Communes limitrophes

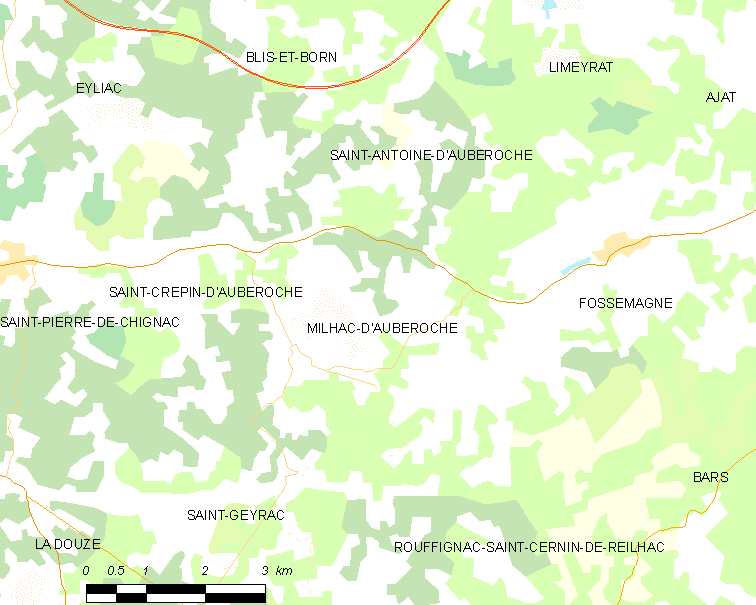
Carte de Milhac-d'Auberoche et des communes avoisinantes en 2016, avant la création de la commune nouvelle de Bassillac et Auberoche.

En 2016, année précédant la création de la commune nouvelle de Bassillac et Auberoche, Milhac-d'Auberoche était limitrophe de six autres communes. Au nord-ouest, son territoire était distant d'une centaine de mètres de celui d'Eyliac.
|                          | Blis-et-Born       | Saint-Antoine-d'Auberoche          |
| Saint-Crépin-d'Auberoche | Milhac-d'Auberoche | Fossemagne                         |
| Saint-Geyrac             |                    | Rouffignac-Saint-Cernin-de-Reilhac |

## Urbanisme

### Prévention des risques
Un plan de prévention du risque inondation (PPRI) a été approuvé en 2012 pour le Manoire et ses rives, entre la route départementale 6089 et la ligne ferroviaire,. Le risque est faible sur la commune où les zones construites menacées par des débordements du cours d'eau sont limitées à trois habitations proches de la limite communale avec Saint-Crépin-d'Auberoche et au stade communal.
Au sud de la commune existe un site de collecte, traitement et élimination des déchets, référencé comme installation classée pour la protection de l'environnement (ICPE).

### Villages, hameaux et lieux-dits
Outre le bourg de Milhac-d'Auberoche proprement dit, le territoire se compose d'autres villages ou hameaux, ainsi que de lieux-dits :
- la Ballargie
- Beaulieu
- Beaulieu Sud
- la Besse
- la Borie
- les Bouges
- la Brouchaudie
- Cadillac
- Careymet
- les Chabaudies
- Chante Grêle
- les Chapey
- les Chauffours
- le Chirpeau
- le Claud Barrat
- Combe de Guilhem
- le Communal
- Contarias
- la Croix de la Merlatie
- la Croix de la Rebière
- Cruciferny
- Font de Fas
- les Foucaudies
- les Fourgnaux
- la Gare
- les Goudies
- les Grandes Coupes
- les Grands Champs
- l'Homme Mort
- le Lac Miaule
- Lac Nègre
- Lavignac
- Leygalie
- les Loubatières
- la Lue
- Mallauvit
- Marbois
- Margoutias
- Massoubras
- les Migoux
- la Montagne
- Mordesé
- la Nane
- les Nadaux
- Pareytex
- la Prouméralie
- les Pruneaux
- la Reynie
- Roumegier
- Salagnel
- Sardines
- les Triquettes
- la Veyssière
- le Vignaud
- la Vigne Morte.

## Toponymie
La première mention écrite connue du lieu, Miliacus, date de l'an 856, lors d'un don à l'abbaye Saint-Martial de Limoges. Milliacus apparait en 956, puis Milhacum dans un pouillé au XIIIe siècle. Le nom de Milhac est relevé au XVIIe siècle. Sur la carte de Cassini représentant la France entre 1756 et 1789, le village est déjà identifié sous le nom de Milhac d'Auberoche. La variante orthographique Millac-d'Auberoche est relevée au XIXe siècle par le vicomte de Gourgues.
Milhac est dérivé d'un nom romanisé de personnage Emelius, suivi du suffixe -acum, définissant le « domaine d'Emelius ». La seconde partie du nom apparaît tardivement au XVIIIe siècle. Elle correspond à l'ancienne châtellenie d'Auberoche dont dépendait la paroisse au Moyen Âge.
En occitan, la commune porte le nom de Milhac d'Auba Ròcha.

## Histoire
Le territoire communal a fait l'objet d'une occupation humaine dès la préhistoire.
Au XIVe siècle, Milhac faisait partie de la châtellenie d'Auberoche.
Au 1er janvier 2017, Milhac-d'Auberoche fusionne avec cinq autres communes pour former la commune nouvelle de Bassillac et Auberoche dont la création a été entérinée par l'arrêté du 29 juin 2016, entraînant la transformation des six anciennes communes en « communes déléguées »,.

## Politique et administration

### Rattachements administratifs et électoraux
Dès 1790, la commune de Milhac-d'Auberoche a été rattachée au canton de Saint-Pierre-de-Chignac qui dépendait du district de Perigueux jusqu'en 1795, date de suppression des districts. En 1801, le canton est rattaché à l'arrondissement de Périgueux.
Dans le cadre de la réforme de 2014 définie par le décret du 21 février 2014, ce canton disparaît aux élections départementales de mars 2015. La commune est alors rattachée au canton du Haut-Périgord Noir, dont le bureau centralisateur est fixé à Thenon.

### Intercommunalité
En 2001, Milhac-d'Auberoche intègre dès sa création la communauté de communes Isle Manoire en Périgord. Celle-ci est dissoute au 31 décembre 2013 et remplacée au 1er janvier 2014 par une intercommunalité élargie, Le Grand Périgueux.

### Administration municipale
La population de la commune étant comprise entre 500 et 1 499 habitants au recensement de 2011, quinze conseillers municipaux ont été élus en 2014,. Ceux-ci sont membres d'office du  conseil municipal de la commune nouvelle de Bassillac et Auberoche, jusqu'au renouvellement des conseils municipaux français de 2020.

### Liste des maires puis des maires délégués

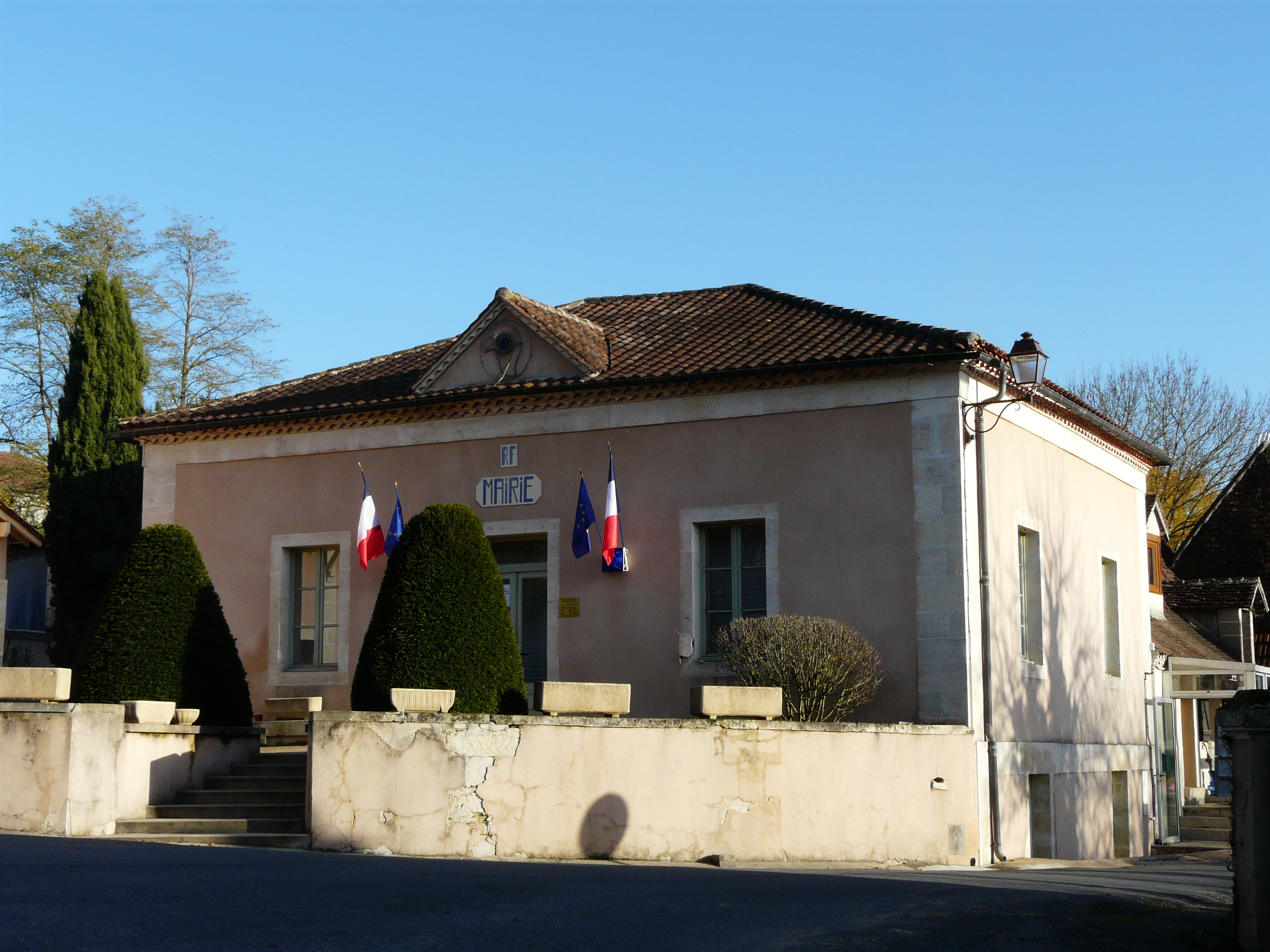
La mairie de Milhac-d'Auberoche en 2012.

| Période                                  | Période       | Identité                     | Étiquette | Qualité                                         |
| ---------------------------------------- | ------------- | ---------------------------- | --------- | ----------------------------------------------- |
| Les données manquantes sont à compléter. |               |                              |           |                                                 |
| 1791                                     | 1796          | Fraisse                      |           |                                                 |
| 1796                                     | 1800          | Bernard Chabannes Beauregard |           | Agent municipal                                 |
| 1800                                     | 1816          | Jean Léonard de Clergeaud    |           |                                                 |
| 1816                                     | 1820          | Timothée Vilatte du Cluzeau  |           |                                                 |
| 1820                                     | décembre 1829 | Sicaire Faure                |           |                                                 |
| décembre 1829                            | 1830          | Bernard Chabannes Beauregard |           | Adjoint faisant fonctions de maire              |
| 1830                                     | 1848          | Antoine Sengensse            |           |                                                 |
| 1848                                     | 1851          | Clergeaud                    |           |                                                 |
| 1851                                     | 1868          | Justin Léonard Gaillard      |           |                                                 |
| 1868                                     | 1870          | Franck Paulin Lacombe        |           |                                                 |
| 1870                                     | 1871          | Brassat Lapeyrière           |           |                                                 |
| 1871                                     | 1881          | Léo Laroche                  |           |                                                 |
| 1881                                     | 1884          | J Lagarrigue                 |           |                                                 |
| 1884                                     | 1900          | Léon Jean Michel Laroche     |           |                                                 |
| 1900                                     | 1916          | Marc de Saleneuve            |           |                                                 |
| 1916                                     | 1917          | Armand Siméon                |           | Conseiller municipal faisant fonctions de maire |
| 1917                                     | décembre 1919 | Jean Blondy                  |           | Adjoint faisant fonctions de maire              |
| décembre 1919                            | mai 1929      | Jean Blondy                  |           |                                                 |
| mai 1929                                 | octobre 1944  | Louis Dupuy                  |           |                                                 |
| octobre 1944                             | 1971          | Pierre Ursy                  |           |                                                 |
| 1971                                     | mars 1977     | Raoul Beaupuy                |           |                                                 |
| mars 1977                                | mars 1989     | Raymond Roumanie             | DVG       |                                                 |
| mars 1989                                | mars 2014     | Michel Ursy                  | PS        | Retraité                                        |
| mars 2014                                | décembre 2016 | Serge Breau                  |           |                                                 |

| Période      | Période      | Identité          | Étiquette | Qualité |
| ------------ | ------------ | ----------------- | --------- | ------- |
| janvier 2017 | juillet 2020 | ?                 |           |         |
| juillet 2020 | En cours     | Michel Laroumagne |           |         |

### Instances judiciaires et administratives
Dans les domaines judiciaire et administratif, Milhac-d'Auberoche relève : 
- du tribunal d'instance, du tribunal de grande instance, du tribunal pour enfants, du conseil de prud'hommes, du tribunal de commerce et du tribunal paritaire des baux ruraux de Périgueux ;
- de la cour d'assises et du tribunal des affaires de Sécurité sociale de la Dordogne ;
- de la cour d'appel, du tribunal administratif et de la cour administrative d'appel de Bordeaux.

## Population et société

### Démographie
Les habitants de Milhac-d'Auberoche sont les Milhacois.
En 2016, dernière année en tant que commune indépendante, Milhac-d'Auberoche comptait 593 habitants. . À partir du XXIe siècle, les recensements des communes de moins de 10 000 habitants ont lieu tous les cinq ans (2007, 2012 pour Milhac-d'Auberoche). Depuis 2006, les autres dates correspondent à des estimations légales.
Au 1er janvier 2022, la commune déléguée de Milhac-d'Auberoche compte 550 habitants.
| 1793 | 1800 | 1806 | 1821  | 1831  | 1836 | 1841 | 1846 | 1851 |
| ---- | ---- | ---- | ----- | ----- | ---- | ---- | ---- | ---- |
| 857  | 831  | 858  | 1 009 | 1 028 | 948  | 927  | 937  | 959  |

| 1856 | 1861 | 1866 | 1872 | 1876 | 1881 | 1886 | 1891 | 1896 |
| ---- | ---- | ---- | ---- | ---- | ---- | ---- | ---- | ---- |
| 962  | 920  | 931  | 838  | 842  | 835  | 790  | 842  | 771  |

| 1901 | 1906 | 1911 | 1921 | 1926 | 1931 | 1936 | 1946 | 1954 |
| ---- | ---- | ---- | ---- | ---- | ---- | ---- | ---- | ---- |
| 769  | 737  | 686  | 613  | 613  | 592  | 596  | 575  | 517  |

| 1962 | 1968 | 1975 | 1982 | 1990 | 1999 | 2007 | 2012 | 2016 |
| ---- | ---- | ---- | ---- | ---- | ---- | ---- | ---- | ---- |
| 465  | 480  | 419  | 427  | 452  | 440  | 513  | 570  | 593  |

### Enseignement
En 2012, Milhac-d'Auberoche est organisée en regroupement pédagogique intercommunal (RPI) avec la commune d'Eyliac au niveau des classes de primaire. Milhac-d'Auberoche accueille deux sections de maternelle.

### Sports
- Depuis 2004, moto-cross nocturne à en juillet[29].

## Économie

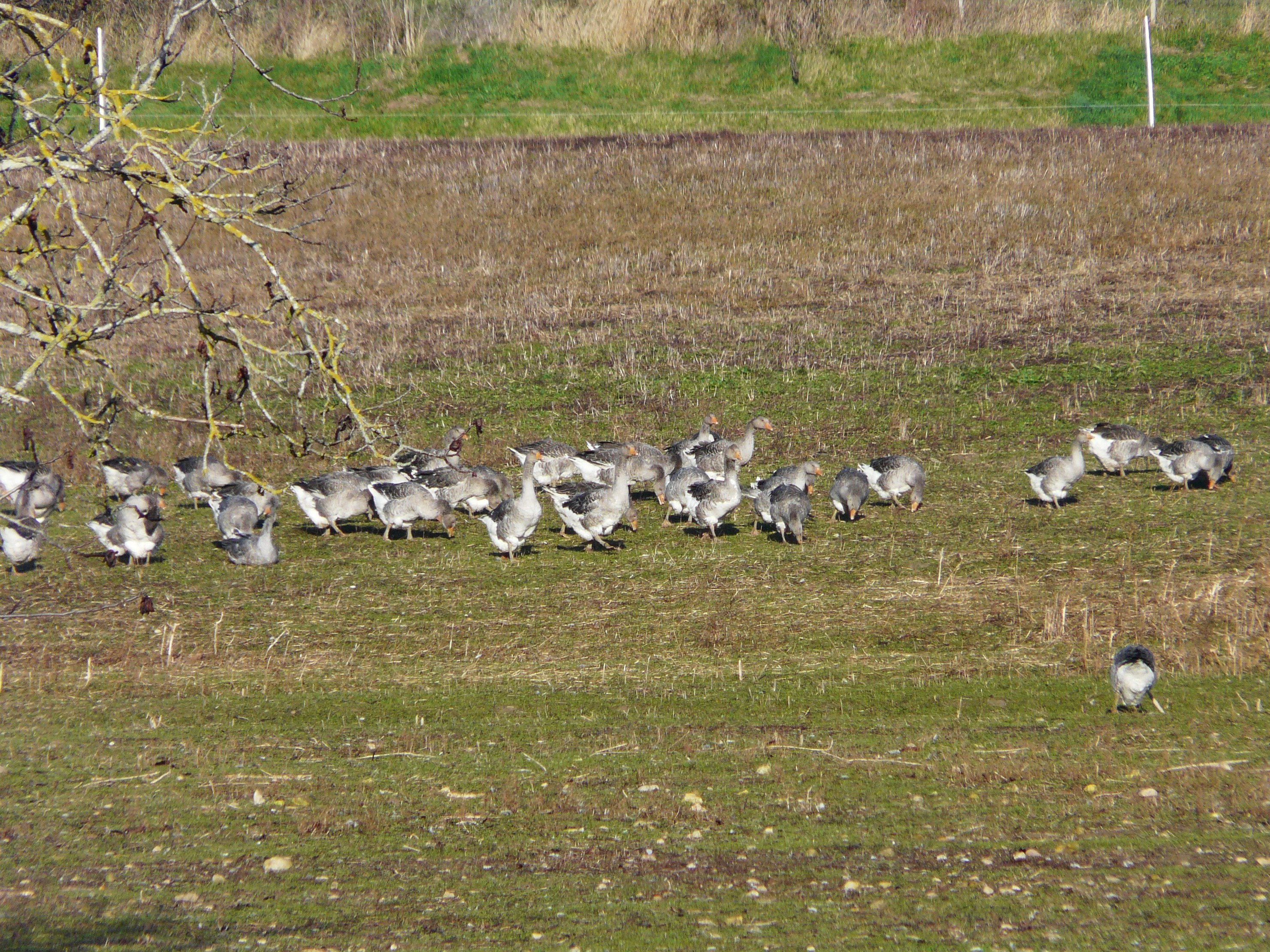
Élevage d'oies en plein air à Milhac-d'Auberoche.

Les données économiques de Milhac-d'Auberoche sont incluses dans celles de la commune nouvelle de Bassillac et Auberoche.
C'est à Milhac-d'Auberoche que se trouve l'une des deux installations de stockage de déchets non dangereux (ISDND) du département de la Dordogne, l'autre se trouvant à Saint-Laurent-des-Hommes. Ouvert en 1992, le site est arrivé à saturation en 2014, avec plus de deux millions de tonnes d'ordures enfouies en vingt-deux ans, et a été remplacé par un autre de 51 hectares, à proximité, entre Milhac-d'Auberoche et Fossemagne, au lieu-dit Madaillan. Ce dernier est dimensionné pour stocker les déchets jusqu'en 2042, à raison de 110 000 tonnes par an.

## Culture locale et patrimoine

### Lieux et monuments
- Château de la Besse, tour à mâchicoulis du XVe siècle[31].
- Église Saint-Marc du XIVe siècle

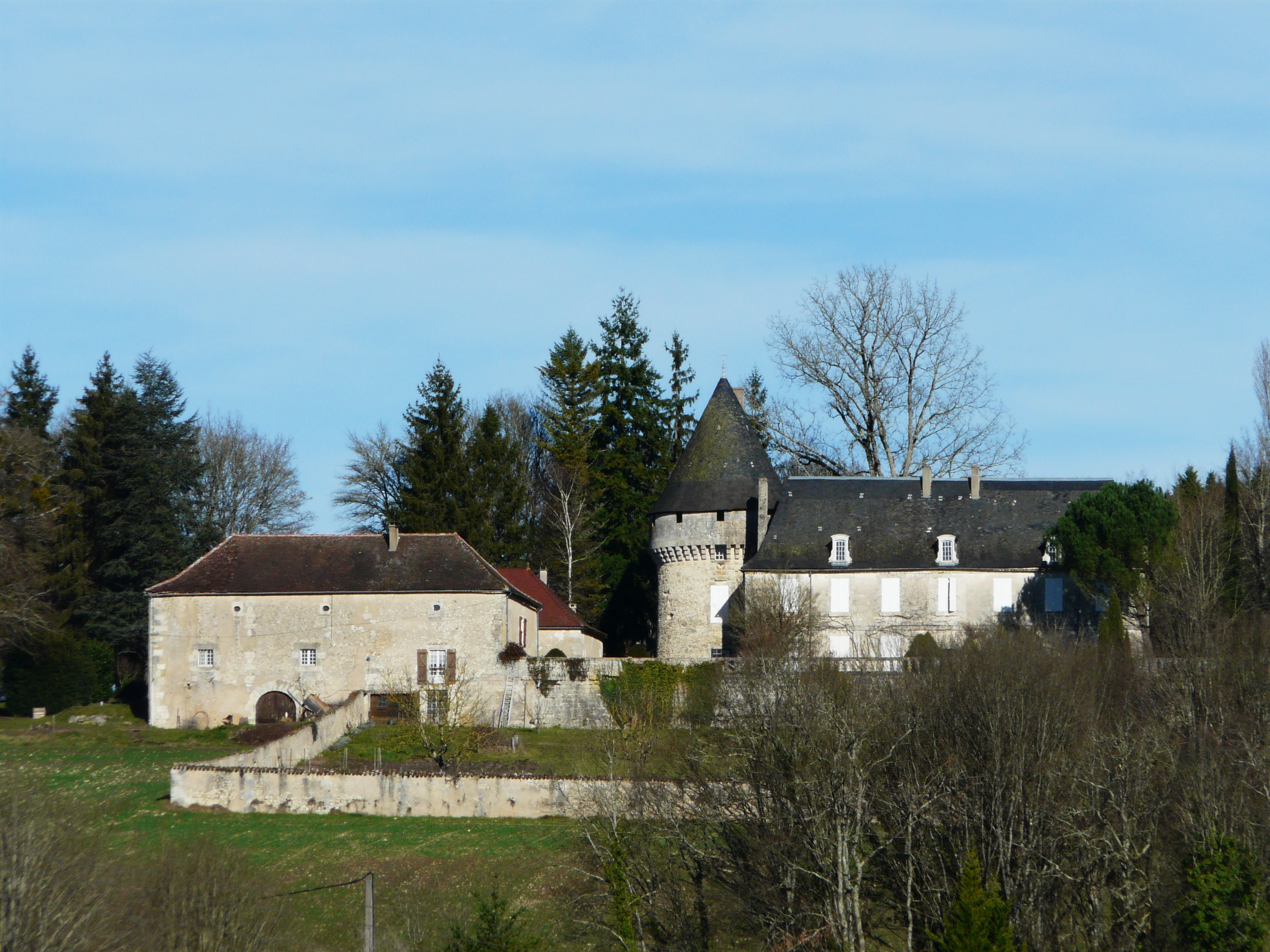
Le château de la Besse.
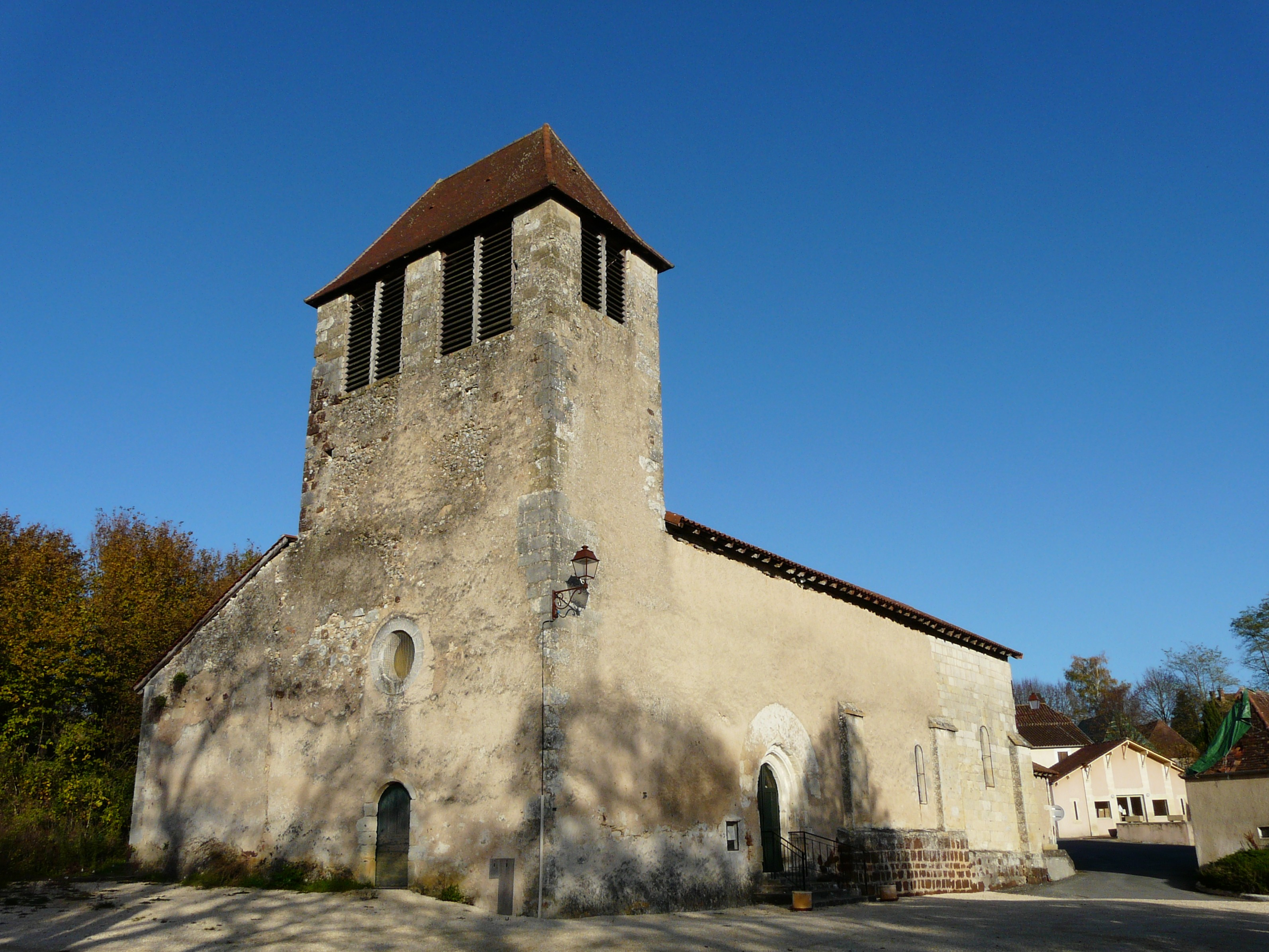
L'église Saint-Marc.
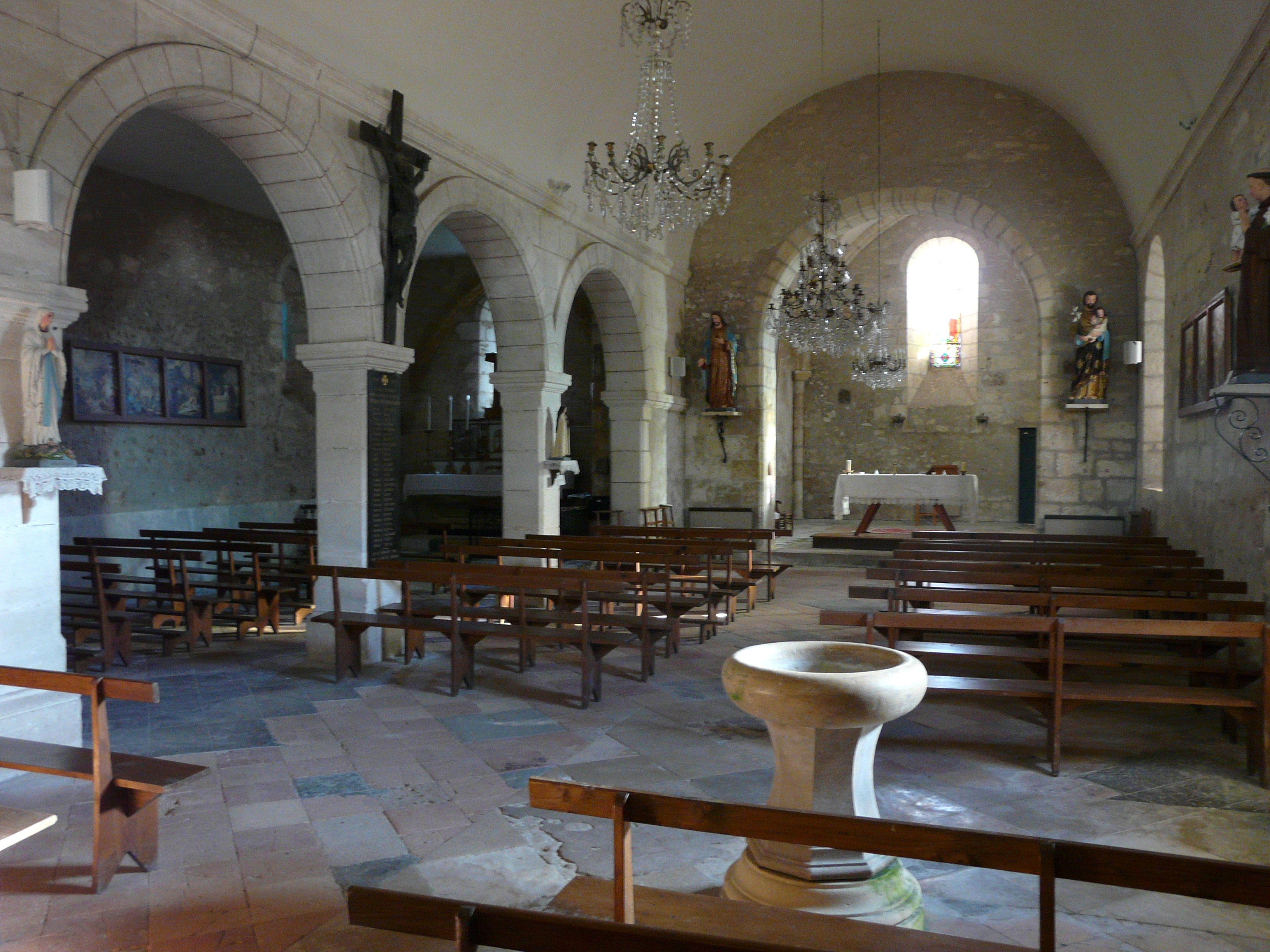
Les deux nefs de l'église.
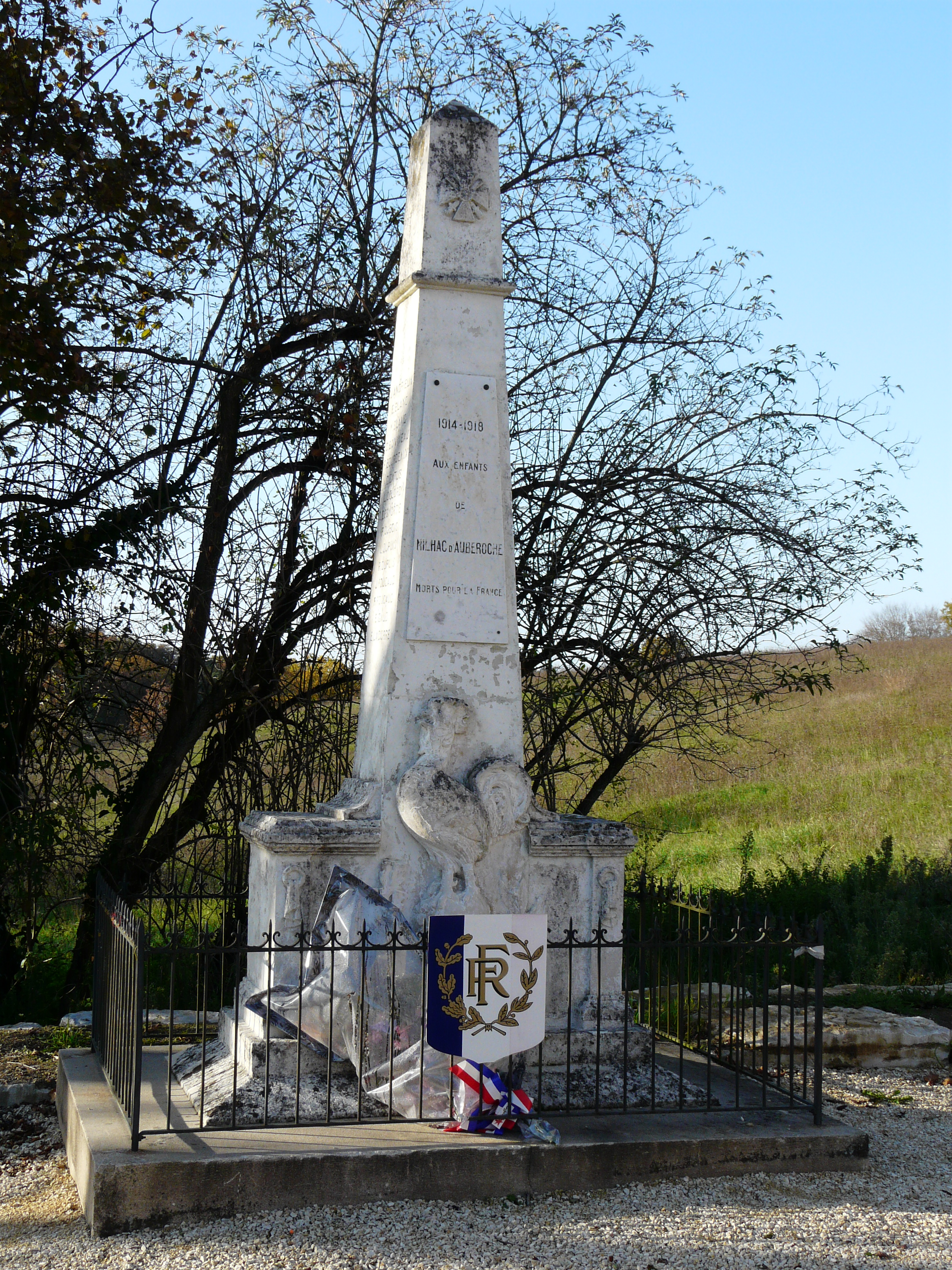
Le monument aux morts.

### Personnalités liées à la commune
- Suzanne Lacore (1875-1975), femme politique, ministre du Front populaire, est morte à Milhac-d'Auberoche[32].

### Héraldique
| Blason de Milhac-d'Auberoche | Blason  | De gueules au lion d'or ; au chef cousu d'azur chargé de trois fleurs de lys d'or. |
| Blason de Milhac-d'Auberoche | Détails | Le statut officiel du blason reste à déterminer.                                   |